# Jordi Balló
Jordi Balló i Fantova (Figueras, 17 de mayo de 1954) es un escritor, profesor universitario, productor cinematográfico y gestor cultural español. Fue director de exposiciones del Centro de Cultura Contemporánea de Barcelona (CCCB) desde 1998 hasta 2011. Ha publicado, con Xavier Pérez, los ensayos La semilla inmortal, Yo ya he estado aquí y El mundo, un escenario.

## Trayectoria
Estudió historia del arte en la Universidad de Barcelona, especializándose posteriormente en cinematografía. Doctor en Comunicación Audiovisual por la Universidad Pompeu Fabra (UPF) de Barcelona, donde ejerce como profesor. Fue director artístico del Festival de Cinema de Barcelona. Films i Directors (1987-1990), presidido por José Luis Guarner y dirigido por Joan Lorente Costa. Entre otras cosas, dicho festival promovió la creación y aplicación de un manifiesto en defensa de los derechos de autor de los cineastas de todo el mundo e instauró un premio remunerado para ser invertido en la siguiente producción del director ganador.
En su labor investigadora, ha rastreado la cuestión de las estructuras temáticas y su procedencia en libros como La semilla inmortal. Los argumentos universales en el cine (1995), Imágenes del silencio: los motivos visuales en el cine (2000) y Yo ya he estado aquí: ficciones de la repetición (2005), el primero y el tercero junto a Xavier Pérez.
Desde 1998 hasta finales del 2011 fue director de exposiciones del Centro de Cultura Contemporánea de Barcelona (CCCB). No se le renovó en el cargo a causa de los cambios políticos en el Ayuntamiento de Barcelona y en la Diputación Provincial de Barcelona. Ha comisariado exposiciones como El siglo del cine (1995), Món TV (1999), La ciudad de los cineastas (2001), Erice/Kiarostami: correspondèncias (2006), Hammershoi y Dreyer (2007), o Todas las cartas. Correspondencias fílmicas (2011) donde ha explorado los límites entre la sala de cine y el espacio del museo.
Es colaborador del diario La Vanguardia así como responsable del consejo asesor del suplemento Cultura/s de la misma publicación.

## Actividad cinematográfica
En sus inicios en la producción destacan los documentales: Buñuel (1988) de Juan Bufill y Manuel Huerga; Las variaciones Gould (1992) de Manuel Huerga; y Granados y Delgado, un crimen legal de Lalà Gomà i Xavier Montanyà. 
Profesor de los estudios de Comunicación Audiovisual de la Universidad Pompeu Fabra (UPF), y director e impulsor del máster en Documental de Creación de la misma universidad desde el curso académico 1998-1999. Estos estudios tienen por objetivo formar realizadores y productores del documental.
Desde el máster ha impulsado algunos de los proyectos más renovadores del cine español de los últimos años, entre los cuales destacan filmes de Joaquim Jordà (Mones com la Becky, De nens y Veinte años no es nada); José Luis Guerín (En construcción); Marc Recha (Dies d'Agost); Isaki Lacuesta (Cravan vs Cravan, La Leyenda del Tiempo o Los Condenados); Mercedes Álvarez (El cielo gira, Mercado de futuros); Ariadna Pujol (Aguaviva); Ricardo Íscar (Tierra Negra, El foso); Lupe Pérez (Diario Argentino); Oscar Pérez (Hollywwod talkies); Renate Costa (Cuchillo de palo).
El Festival Internacional de Cine de Róterdam de 2010 dedicó la sección Signals a los documentales surgidos del Máster en Documental de Creación de la Universidad Pompeu Fabra, (UPF).

## Reconocimientos
En 2005 recibió el Premi Nacional de Cultura de la Generalidad de Cataluña en la categoría de Cine, en reconocimiento a las iniciativas documentales surgidas del Máster en Documental de Creación por su calidad, innovación, libertad cinematográfica e incorporación de nuevos profesionales.
En 2011 recibe el Premi Ciutat de Barcelona de Audiovisuales por su trabajo como comisario de la exposición Todas las cartas. Correspondencias fílmicas, por "la reivindicación que él y los cineastas participantes en el proyecto hacen del cine como lenguaje universal en un contexto que transgrede las pantallas".

## Obra
- 1985: Conèixer el cinema, con Ramon Espelt y Joan Lorente. Barcelona: Generalidad de Cataluña-Departamento de Enseñanza.
- 1990: Cinema català (1975-1986), con Ramon Espelt y Joan Lorente. Barcelona: Columna.
- 1995: La semilla inmortal: los argumentos universales en el cine, con Xavier Pérez. Barcelona: Empúries/Anagrama
- 2000: Imágenes del silencio. Barcelona: Empúries/Anagrama
- 2005: Yo ya he estado aquí: ficciones de la repetición, con Xavier Pérez. Barcelona: Empúries/Anagrama.
- 2009: Els riscos del saber con Xavier Pérez. Barcelona: Galaxia Gutenberg.